# Боровлянка (Новосибирская область)
Боровлянка — деревня в Тогучинском районе Новосибирской области. Входит в состав Кудельно-Ключевского сельсовета.

## География
Площадь деревни — 61 гектар.

## Население
| 2002 | 2007 | 2010 |
| ---- | ---- | ---- |
| 295  | →295 | ↘254 |

## Инфраструктура
В деревне по данным на 2007 год функционируют 1 учреждение здравоохранения и 1 учреждение образования.